# Theodor Ahlefeldt-Laurvig
Andreas Theodor Elis greve Ahlefeldt-Laurvig (22. februar 1852 i København – 8. februar 1933) var en dansk administrerende direktør.
Han blev født uden for ægteskab af grev Elias Ahlefeldt-Laurvig, som faldt ved Dybbøl 1864, og Jacobine Dorothea Petersen (af familien Dufour) (1820-1908). Forældrene blev gift i 1860. Ahlefeldt-Laurvig var forretningsfører, senere adm. direktør for Fjerde Søforsikringsselskab; revisor i Det kongelige Nordiske Oldskriftselskab og Ridder af Dannebrog (3. oktober 1892).
Han blev gift 19. maj 1886 i København med Christine Catharine Marie Musaeus (9. april 1863 i København – 28. maj 1936). Børn:
1. Carl greve Ahlefeldt-Laurvig (10. juni 1887 i København – 13. juli 1982), overretssagfører og forsikringsdirektør
2. Elisabeth komtesse Ahlefeldt-Laurvig (11. december 1888 i København – ?)
3. Christine komtesse Ahlefeldt-Laurvig (29. august 1903 på Frederiksberg – 29. oktober 1994), gift med maler, grafiker Erik Clemmesen

I 1903 lod han arkitekt Henrik Hagemann tegne sig en kendt villa i røde mursten, Flakvad, på Rungsted Strandvej 62B i Rungsted. Villaen er siden blevet gennemgribende ombygget.